# Portret doktora Richarda Price
Portret doktora Richarda Price – obraz olejny autorstwa amerykańskiego malarza Benjamina West namalowany w 1784 roku, przedstawiający filozofa, matematyka i duchownego Richarda Price'a. 

## Opis obrazu
Portret przedstawia Richarda Price'a walijskiego filozofa, matematyka i duchownego - siedzącego w swoim gabinecie i czytającego list od Benjamina Franklina, który był przyjacielem doktora Price'a. Na liście widnieje data - rok 1784.
Scena przedstawiona na obrazie została również opisana w dzienniku Price'a. Dziennik ten, podobnie jak obraz, znajduje się w zbiorach Narodowej Biblioteki Walijskiej w Aberystwyth. Jest to oficjalny portret doktora Price'a.

## Twórca
Benjamin West urodził się w mieście Springfield, w stanie Pensylwania. Twórca malował wiele portretów i był nazywany „amerykańskim Rafaelem”. Zmarł 11 marca 1820 roku i został pochowany w Katedrze św. Pawła w Londynie.